# Viernes Negro
Viernes Negro é um evento ocorrido no Panamá em 10 de julho de 1987, quando o regime militar panamenho comandado pelo general Manuel Antonio Noriega e pelo presidente Eric Arturo Delvalle, juntamente com seus apoiadores, reprimiram duramente uma manifestação política convocada em Ciudad de Panamá, pela Cruzada Civilista que pedia o fim da ditadura no país.

## Antecedentes
Os eventos ocorreram imediatamente após as declarações do Coronel Roberto Díaz Herrera em 6 de junho de 1987 em que: dava detalhes da fraude das eleições gerais de 1984, que teriam sido arranjadas em sua residência com a participação de magistrados do Tribunal Eleitoral do Panamá; afirmou ter forçado a renúncia do Presidente Nicolás Ardito Barletta; disse que sua mansão havia sido comprada com dinheiro obtido com a venda de vistos a cubanos por oficiais do governo panamenho; acusou o general Noriega como instigador da morte de Hugo Spadafora; declarou que o xá do Irã deu ao general Omar Torrijos US$ 12 milhões em troca de asilo, dinheiro que foi depositado em uma conta na Suíça; denunciou benefícios econômicos para altos funcionários do governo provenientes do narcotráfico internacional e do tráfico de armas.
Embora o Coronel Roberto Díaz Herrera tenha dado outras declarações nos dias seguintes envolvendo ainda mais o regime na corrupção generalizada, isso seria o gatilho para iniciar uma insurreição civil popular contra o regime militar, na forma de protestos, fechamentos de ruas, barricadas e, em alguns casos, destruição de bens estatais. A sociedade civil panamenha se organiza na Cruzada Civilista para lutar contra o regime.[carece de fontes?]

## 10 de julho de 1987
A Cruzada organizou uma manifestação nas proximidades da Iglesia del Carmen, localizada na Via España, na Cidade do Panamá. As forças aliadas ao governo militar organizaram um ato político contra esta manifestação em 9 de julho, mas o presidente Eric Arturo Delvalle ordenou a proibição de ambas as marchas. Entretanto, ignorando a decisão do governo, a Cruzada Civilista Nacional, realizou o referido evento, mas as Forças de Defesa do Panamá, especificamente, as forças antimotim chamadas Dobermans, juntamente com outros grupos desta instituição armada e elementos civis simpatizantes do governo arremeteram contra os milhares de manifestantes, realizando prisões em massa e submetendo-os a intensa repressão, violações e perseguições de todos os tipos contra opositores e cidadãos panamenhos em geral.

## Impacto
A consequência desse acontecimento foi o decreto da suspensão das garantias constitucionais, o governo provocou um apagão geral de informações e decretou o toque de recolher. No entanto, os protestos continuaram e provocaram uma radicalização da oposição que clamava pelo fim da ditadura militar, a saída do general Noriega do poder e o retorno da democracia.
Os opositores da Ditadura Militar batizaram este dia como Viernes Negro.